# インターアクト (団体)
インターアクト（英語: interACT）は、インターセックスの権利のために活動するアメリカ合衆国の非営利団体。

## 歴史
男性または女性の体の典型的な二元論に適合しない、染色体、生殖腺、または性器を含むいくつかの性的特徴のいずれかを持って生まれた人のことを「インターセックス（intersex）」と呼ぶ。日本では性分化疾患（DSD）と呼ばれることが多い。インターセックスの人たちは、多くの社会的スティグマ、差別、および法的障壁を経験している。
このインターセックスの人たちに立ちはだかる問題を解決し、人権を守るべく、2006年にカリフォルニア州コタッティに「インターアクト（interACT）」という組織が設立された。現在はマサチューセッツ州サドバリーに拠点がある。以前は「Advocates for Informed Choice（AIC）」という名称だった。弁護士のアン・テイマー・マティス が設立に関わった。

## 活動
2008年に解散した北米インターセックス協会（ISNA）の後継組織として認識されており、北米インターセックス協会のウェブサイトをアーカイブとして維持する役割を担っている。
コミュニティでは歴史的に医学用語である「disorders of sex development, DSD」を使用してきたが、インターアクトは2016年に「intersex」という用語を使用するという声明を発表した。